# روبرت ريدجواي
كان روبرت ريدجواي عالم طيور أمريكيًا متخصصًا في النظاميات. عينه سنة 1880 سبنسر فولرتون بيرد سكرتيرًا لمعهد سميثسونيان، وأصبح أول أمين دائم للطيور في المتحف الوطني للولايات المتحدة، وهو لقب احتفظ به حتى وفاته. سنة 1883، شارك في تأسيس اتحاد علماء الطيور الأمريكي، إذ عمل رئيسًا ومحررًا للمجلة. كان ريدجواي عالِم تصنيف بارزًا، وتَوج عمله بـ «طيور أمريكا الشمالية والوسطى» (8 مجلدات 1901-1919). في حياته وصف العديد من أنواع الطيور للعلم في أمريكا الشمالية. أما من ناحية الرسم التقني، استخدم ريدجواي لوحاته الخاصة ورسوم الخطوط العريضة لاستكمال كتاباته. نشر كتابين نظموا أسماء الألوان لوصف الطيور، وهي «تسمية الألوان لعلماء الطبيعة» (1886) و«معايير الألوان وتسميات الألوان» (1912). يواصل علماء الطيور في جميع أنحاء العالم الاستشهاد بدراسات اللون وكتب ريدجواي.

## السيرة الشخصية

### النشأة والأسرة
وُلد ريدجواي في ماونت كرمل، إلينوي لأبوين ديفيد وهنريتا (ني ريد). كان ريدجواي الابن الأكبر بين عشرة أطفال. تلقى تعليمه في مدارس مشتركة في مسقط رأسه، حيث أظهر اهتمامًا خاصًا بالتاريخ الطبيعي. شجعه والداه وعمه ويليام وعمته فاني على هذا الاهتمام باستكشاف الطبيعة، باستخدام مسدس أهداه والده إياه للصيد أو بالرسم من الطبيعة. سنة 1871 التقى جوليا إيفلين بيركنز، ابنة أحد النحاتين المشاركين في كتاب تاريخ طيور أمريكا الشمالية. استمر إعجاب ريدجواي بالفتاة «إيفي» حتى بلغت الثامنة عشرة من عمرها، وتزوجا في 12 أكتوبر 1875.

### تدريب الطيور وبعثة الملك
سنة 1864، في سن الثالثة عشرة، كتب الشاب ريدجواي إلى مفوض براءات الاختراع، طالبًا المشورة بشأن التعرف على الطيور التي رآها. وأرفق رسمًا ملونًا بالحجم الكامل لما اتضح أنه زوجان من العصافير الأرجوانية. بُعثت رسالته في النهاية إلى سبنسر فولرتون بيرد من مؤسسة سميثسونيان. أجاب بيرد، محدّدًا الطائر وأثنى على قدرات الصبي الفنية، ونبهه إلى معرفة واستخدام الأسماء العلمية للطيور في المزيد من المراسلات.
واصلا تبادل الرسائل، ما أدى إلى تعيين ريدجواي في ربيع 1867 عالم طبيعة في «مسح كلارنس كينج لتوازي الأربعين». بعد فترة قصيرة ومكثفة من التدريب في واشنطن، تعلم إعداد جلود للدراسة، انضم ريدجواي إلى البعثة في مايو. بدءًا من ساكرامنتو- كاليفورنيا، استكشف الفريق أجزاءً من نيفادا ويوتاه وأيداهو. كان من أبرز ما في الرحلة التوقف عند بحيرة بيراميد في نيفادا. في خريف 1868، خُفضت رواتب أعضاء الفريق لأسباب تتعلق بالتمويل، لكن ريدجواي عاد سنة 1869 لمزيد من العمل في ولاية يوتاه في المشروع واستمر قرابة عامين، جمع ريدجواي 1522 عينة ذات صلة بالطيور -753 عينة من الأعشاش والبيض و769 عينة من الجلود- وعمل عضوًا رئيسيًا في أحد الاستطلاعات الأربعة الكبرى للغرب الأمريكي. لاحظ 262 نوعًا، معظمها على المنحدر الغربي لسييرا نيفادا. كتب معظم الأجزاء الخاصة به من تقرير كينغ عام 1872، لكن قسم «علم الطيور» لم يُنشر حتى 1877.

### سنوات واشنطن
عند عودته إلى واشنطن، رسم ريدجواي وكتب لبيرد، ولمشروع توماس م. بروير عن تاريخ الطيور في أمريكا الشمالية. انضم رسميًا إلى سميثسونيان سنة 1874، تحت إشراف المنسق جورج براون جود. سنة 1880 حصل على المسمى الوظيفي أمين قسم علم الطيور، وحصل على لقب أمين الطيور منذ 1886 حتى وفاته. خلال عمله مع مجموعة المؤسسة التي تضم نحو 50 ألفًا من جلود الطيور، كرس ريدجواي نفسه لكشف العلاقات التصنيفية بين أنواع الطيور في أمريكا الشمالية. وواصل عمله الميداني لجمع عينات جديدة، وقام بعدة رحلات إلى موطنه إلينوي، وإلى فلوريدا وولايات أخرى، وإلى كوستاريكا. تبادلت سميثسونيان الجلود للدراسة مع متاحف أخرى، من طريق التبرع أو الإعارة، وقدمت مواد ومنشورات لهواة الجمع مثل خوسيه كاستولو زيليدون من متحف كوستاريكا الوطني لتبادل العينات.
كان ريدجواي واضحًا ومُتعلمًا، وشغل منصب المتحدث باسم سميثسونيان وممثله لسنوات عديدة في دراسة الطيور، ورحب بزوار المتحف من الزملاء والجمهور على حد سواء وقام بجولات عديدة. تضمنت إحدى مسؤولياته تجميع المعارض العامة. من أجل سهولة الوصول إليها، جعل الكتب متاحة للتصفح وعرض أمثلة للطيور الموصوفة في التواريخ الطبيعية الشعبية. وعرض طيورًا من أشعار مشهورة مثل العندليب غير موجودة في أمريكا الشمالية، ورد على رسائل الجمهور للتعرف على الطيور وقدم المواد الفنية لرسام في كاليفورنيا. ومع ذلك، وصفه أصدقاؤه وزملاؤه بأنه خجول جدًا، ويهرب من الدعاية والأضواء.
كان بيير لويس جوي أحد زملاء ريدجواي في سميثسونيان، وقدم مجموعة مهمة من الطيور الآسيوية سنة 1883. انضم تشارلز والاس ريتشموند إلى المؤسسة سنة 1893، وسرعان ما كلف ريدجواي بكتابة التعليقات وغيرها من القطع القصيرة خلال فترة عمل سامويل بيربونت لانجلي سكرتيرًا، ساعد ريدجواي في أبحاث الطيران في لانجلي. قدم حسابات لتحميل الجناح والخصائص الديناميكية الهوائية الأخرى للأنواع مثل طائر القطرس المتجول ونسور الديك الرومي والطيور المحلقة الأخرى.
سنة 1883، كان روبرت ريدجواي عضوًا مؤسسًا لاتحاد علماء الطيور الأمريكيين، وأصبح محررًا مشاركًا في مجلة المنظمة ذا أوك، وقد نجح في العمل ضابطًا في المنظمة، بشرط ألا يكون رئيسًا للجلسات العامة. شغل منصب نائب رئيس اتحاد علماء الطيور (1883 - 1891) ثم منصب الرئيس (1898 - 1900).
مع اتساع المعرفة العلمية في النصف الثاني من القرن التاسع عشر، نمت الحاجة إلى إعادة تنظيم الأسماء المستخدمة لوصف الطيور في أمريكا الشمالية. مثلًا، عُدَّت بعض الأسماء التي حددها ويليام بارترام في مرجع عام 1791 غير صالحة للاستخدام. تناول روبرت ريدجواي هذه الحاجة بإصدارين سنتي 1880 و1881، في حين نشر إليوت كويز قائمة مرجعية منافسة سنة 1882. اجتمع ريدجواي وكويز مع جويل آساف ألين وويليام بروستر وهنري دبليو هينشو، ضمن لجنة معنية بالتسمية والتصنيف ضمن نشاطات اتحاد علماء الطيور المؤسس حديثًا، للتوفيق بين الأنظمة والمراجع المختلفة. سنة 1886، أصدرت اللجنة قانون التسمية وقائمة التحقق من طيور أمريكا الشمالية، وهي قائمة مرجعية متسقة، ومجموعة من القواعد لتسمية الطيور التي ستوصف في المستقبل. حسم القانون الخلاف حول كتابة أسماء الأنواع بالأحرف الكبيرة وأسس الترتيب بتقديم الطيور المائية أولًا ثم الجواثم أخيرًا. تبنت فروعٌ أخرى لعلم الحيوان العديد من ابتكارات الكتيب، ودُمجت في إصدار 1905 من المدونة الدولية لمصطلحات علم الحيوان.
عملت اللجنة على توحيد الطريقة التي يوصف بها الطيور وتحديدها على مستوى الأنواع الفرعية، واستخدام اسم ثلاثي الأجزاء. في حين اعتنق علماء الطيور الأمريكيون التفاصيل الوصفية، كان الباحثون الأوروبيون في ذلك الوقت مترددين بشأن تبنيها. كان ريدجواي مؤيدًّا متحمسًا للتسميات الثلاثية، مع أن تفكيره لاحقًا أصبح أكثر اعتدالًا.